# Goßam
Goßam ist eine Ortschaft auf dem Gebiet der Katastralgemeinde Gossam der Gemeinde Emmersdorf an der Donau im Bezirk Melk in Niederösterreich.

## Geografie
Das Dorf liegt unterhalb von Emmersdorf über dem linken Ufer der Donau, wo die Landesstraße L7145 aus der Donau Straße abzweigt.

## Geschichte
Als die Bauernaufstände im Oktober 1596 auch Niederösterreich erfassten, organisierte ein Fassbinder aus Goßam, Georg Markgraber, die Protestbewegung und zog mit einem Heer von Bauern durch das Land. Dieses wurde am 5. und 6. April 1597 bei einem Zusammenstoß mit den kaiserlichen Söldnertruppen vor St. Pölten besiegt, Markgraber wurde gefangen genommen, nach Wien gebracht und zum Tode verurteilt.
Laut Adressbuch von Österreich waren im Jahr 1938 in der Ortsgemeinde Goßam ein Fruchthändler, zwei Gastwirte, ein Gemischtwarenhändler, ein Holzhändler, ein Schmied, vier Schneiderinnen und mehrere Landwirte ansässig. Zudem gab es ein Elektrizitätswerk, das von der Lichtgenossenschaft Gossam betrieben wurde, und eine Mühle.
Gegen Ende des Zweiten Weltkrieges befand sich in der Käfermühle ein Zwangsarbeiterlager für ungarische Juden, die hier zu  Straßenbauarbeiten eingesetzt wurden.

## Persönlichkeiten
- Georg Markgraber († 1597), Fassbinder und Feldhauptmann der aufständischen Bauern 1596/1597